# Ніколаєв-Журид Микола Галактіонович
Мико́ла Галактіо́нович Нікола́єв-Жури́д (1897, Конотоп — 6 лютого 1940, Москва) — діяч ВНК-ОГПУ-НКВС СРСР, комісар держбезпеки 3 рангу 29 листопада 1935, начальник Особливого відділу ОДПУ СРСР. Депутат Верховної Ради РРФСР 1 скликання.

## Ранні роки
Народився в місті Конотоп Чернігівської губернії в сім'ї домовласника. Батько мав садибу в Конотопі, на дохід від якої жила сім'я. Предки Ніколаєва-Журида походили з французького кантону Швейцарії. Закінчив 2-у Київську гімназію (1907—1915), навчався на юридичному факультеті Київського університету Святого Володимира (1915—1916 роки, не закінчив). З червня 1916 по січень 1917 працював в Конотопі, конторщиком в конторі служби руху Московсько-Курсько-Воронезької залізниці. У січні 1917 був призваний в армію рядовим в Царицинський запасний батальйон, в тому ж місяці зарахований в Одеську школу прапорщиків, після закінчення якої з липня 1917 служив прапорщиком у 251-му запасному піхотному полку в Москві. У грудні 1917 демобілізований і в лютому 1918 вже був у Червоній армії.

## У розвідці
З березня 1918 працював в розвідці, спочатку в Реєстраційному управлінні Польового штабу РВСР, потім з січня 1919 розвідувальному відділі Київського губернського комісаріату. З червня 1919 працює у військовій контррозвідці ВНК. До 1920 року — старшим слідчим, помічником начальника агентури, уповноваженим з інформації Особливого відділу 12-ї армії. З 1920 року по 1921 уповноваженим з інформації та начальником інформації Особливого відділу Київського військового округу.
Вступив до партії РКП(б) в 1920 році, під час партійної чистки 1921 був виключений з РКП(б) як «інтелігент і чужий елемент».
З березня 1921 Ніколаєв-Журид працює в центральному апараті Всеукраїнської НК співробітником для доручень при начальнику Секретно-оперативного управління ВУЧК Ю. Г. Євдокимові, помічником начальника і начальником військового підвідділу ВУЧК, а з травня 1922 після організації повпредства ГПУ УРСР на Правобережній Україні разом з Євдокимовим, призначеним повпредом, переходить на роботу у нову структуру на посаді начальника 3-го відділення СОУ, того ж року стає начальником контррозвідувального відділу повпредства. З липня 1923 року Ніколаєв-Журид під керівництвом Євдокимова працює в ПП ОГПУ по Північно-Кавказькому краю начальником КРО.
Лише 1926 року він знову вступив кандидатом у члени партії на загальних підставах, прийнятий у ВКП(б) був у 1928 році.
Начальник 3-го відділу ГУГБ НКВС СРСР з 29 вересня 1938 по 25 жовтня 1938 року.
25 жовтня 1938 року заарештований, а 6 лютого 1940 року розстріляний за вироком Військової колегії Верховного суду СРСР. Не реабілітований.